# Rasseln 1 (Mönchengladbach)

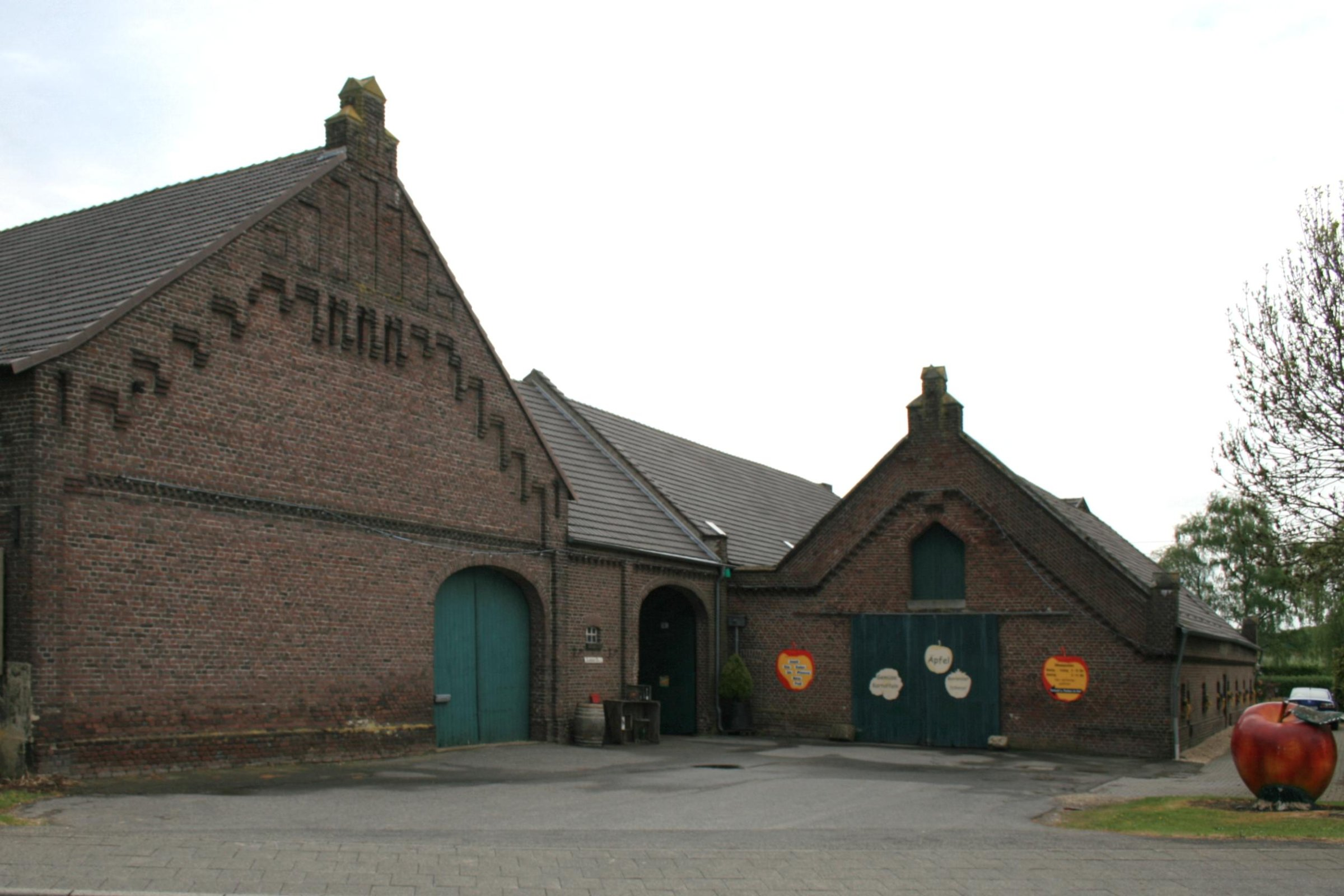
Hofanlage (2010)

Die Hofanlage Rasseln 1 steht im Stadtteil Rasseln in Mönchengladbach (Nordrhein-Westfalen).
Das Gebäude wurde um 1829 erbaut. Es wurde unter Nr. R 083 am 3. Februar 1993 in die Denkmalliste der Stadt Mönchengladbach eingetragen.

## Lage
Das Objekt liegt etwas außerhalb der Ortslage Rasseln und ist eine annähernd geschlossene Backsteinvierseithofanlage.

## Architektur
Das Wohnhaus ist an der nördlichen Schmalseite des rechteckigen Hofraumes gelegen. Traufständiges, dreiachsiges, zweigeschossiges Wohnhaus mit mittelaxial angeordnetem Zugang unter einseitig abgewalmtem Satteldach.
Auf der Rückseite inschriftlich datiert auf 1822 (i). Während die Rückseite aus Feldbrandziegel gemauert ist und die Wandöffnungen Blausteingewände mit Sohlbänken aus Basaltlava besitzen, wurde die Hofseite im Zusammenhang mit dem sich nach Westen anschließenden Wohnhaus von 1905/1907 aus Industrieziegeln neu gestaltet. Dieser höhere, zweigeschossige Anbau unter Satteldach besitzt einen giebelseitigen Zugang.
Beide Wohnhäuser sind gegliedert durch Backstein-/Putzflächen und/oder Backsteinfriese. Den Hof umschließen auf drei Seiten reich verzierte Backsteinwirtschaftsgebäude unter Satteldächern, die durch Lisenen, Klötzchenfriese, Ausnischungen, Eckwarten, modifizierte Bogenfriese und risalitartige Giebelvorsprünge gegliedert sind.
Im ehemaligen Stalltrakt sind gusseiserne Säulen erhalten. Im nördlich an das ältere Wohnhaus anschließenden Bereich des Stalles ist eine neue Wohnung eingerichtet worden. Die ehemalige Scheune im Süden des Innenhofes, heute durch den Einbau von Kühlzellen zur Edelobstlagerung bzw. zur Sortierung genutzt, ist inschriftlich auf 1905 (i) datiert. Die vor der Tordurchfahrt in den Innenhof gelegene ehemalige Mistlege wird heute als Maschinenhalle genutzt. Das Objekt ist aus städtebaulichen und architekturhistorischen Gründen  als Baudenkmal schützenswert.